# Eduard Arnold Martin
Eduard Arnold Martin, född 22 april 1809 i Heidelberg i Storhertigdömet Baden, död 5 december 1875 i Berlin i Kejsardömet Tyskland, var en tysk läkare, blev medicine doktor i Göttingen 1833, e.o. professor i obstetrik i Jena 1837, ordinarie professor där 1846 och i Berlin 1858. Han var en mycket framstående obstetriker och gynekolog och publicerade många arbeten inom sina ämnen.

## Biografi
Martin var son till dåvarande heidelbergprofessorn Christoph Martin och hans hustru Caroline, född Wagemann, dotter till den lutherske teologen och generalintendenten Gottfried Wilhelm Wagemann. När hans far utnämndes till professor vid universitetet i Jena 1816 flyttade familjen dit. Han fick ursprungligen sin utbildning vid en privat utbildningsinstitution. Från 1823 till 1826 gick han i Friedrichgymnasium (Altenburg).
Vid påsk 1826 började han studera juridik vid universitetet i Jena, men bytte sedan till medicin. Hösten 1830 fortsatte han sina studier vid universitetet i Heidelberg där han deltog i Franz Naegeles föreläsningar. Under 1831 till 1833 genomgick han sin praktiska utbildning i Jena och blev assistent till Johann Christian Stark den yngre. Vid påsk 1833 fortsatte han sina studier vid universitet i Göttingen under handledning av Konrad Johann Martin Langenbeck och doktorerade där i medicin i oktober 1833.
Hans äktenskap med Marie Sophie Schmid, dotter till juristen Karl Ernst Schmid, producerade flera välkända barn, som gynekologen August Eduard Martin (professor vid universitetet i Greifswald), läkaren och naturalisten Carl Eduard Martin (Jena, 1838-Puerto Montt, Chile, 1907), den tyske studieprofessorn Ernst Eduard Martin och köpmannen Otto Eduard Martin. 

## Karriär och vetenskapligt arbete
Efter att ha tillbringat en tid i Naumburg för att lära homeopati med Johann Ernst Stapf reste Martin på den europeiska kontinenten under de följande åren. Han besökte Prag, Wien, Berlin, England och Frankrike och var habiliterad 1835 vid universitetet i Jena. Han utnämndes till docent 1837 och blev biträdande föreståndare för universitetets mödravårdssjukhus 1838. Under de följande åren ägnade han sig åt obstetrik. År 1843 grundades en poliklinik för obstetrik, där han 1846 blev fullvärdig hedersprofessor och därmed biträdande chef för universitetets barnbördshus. Den 25 juni 1850 blev han professor i medicin och 1855 utnämndes han till hovråd av Sachsen-Weimar-Eisenach. Martin deltog också i Jena-universitetets organisatoriska uppgifter och var rektor för alma mater under sommarterminen 1856.
År 1858 antog Martin ett erbjudande från universitetet i Berlin, där han efterträdde Dietrich Wilhelm Heinrich Busch som chef för BB vid Charitésjukhuset. Han grundade en gynekologisk avdelning och var medlem av kommissionen för bearbetning av en ny barnmorskebok. Han kvarstod i chefsbefattningen till sin död 1875 och hade då erhållit titeln medicinalråd. Bland hans obstetriska insatser var den inte obestridda födseln av den senare tyske kejsaren Wilhelm II.
Bland hans studenter fanns Robert von Olshausen och Adolf Ludwig Gusserow, liksom hans son August Eduard Martin.